# Movimiento Intelectual Popular
El Movimiento Intelectual Popular (MIP) fue un organismo generado del Partido Comunista del Perú-Sendero Luminoso (PCP-SL). Dirigido por Hugo Muñoz Sánchez, el MIP agrupaba a intelectuales, escritores, artistas y periodistas.
El MIP se articuló con los acuerdos alcanzados en el IX Pleno Ampliado del PCP-SL de 1979 para la constitución de organizaciones civiles que sirvieran como frente único y para el reclutamiento de población. El MIP tuvo presencia en universidades y barrios haciendo proselitismo de la organización subversiva y de la ideología de Abimael Guzmán, a la vez que participaba en acciones terroristas. El MIP fue parte de los esfuerzos de proselitismo del PCP-SL junto a otros grupos como el Movimiento Femenino Popular, el Frente de Artistas e Intelectuales Mariateguistas (FAIM), la "Escuela Rosada" (en Francia) o el Círculo de Estudios Ayacucho (en Suecia).